# Fabio Biondi
Fabio Biondi (ur. 15 marca 1961 w Palermo) – włoski skrzypek i dyrygent, założyciel zespołu Europa Galante.
Jeden z pionierów gry na instrumentach z epoki i historycznego wykonawstwa. Występuje jako dyrygent i solista, grając na skrzypcach Carla Ferdinanda Gagliana z 1766 roku.